# Тер-Саакян Самвел Рубенович
Самвел Тер-Саакян (вірм. Սամվել Տեր-Սահակյան; нар. 19 вересня 1993, Ванадзорі) – вірменський шахіст, гросмейстер від 2009 року.

## Шахова кар'єра
Починаючи з 2002 року неодноразово представляв Вірменію на чемпіонатах світу та Європи серед юніорів у різних вікових категоріях, завоювавши 8 медалей: 
- три золоті (Будва 2003 – ЧЄ до 10 років, Фермо 2009 – ЧЄ до 18 років, Калдас-Новас 2011 – ЧС до 18 років),
- чотири срібні (Юргюп 2004 – ЧЄ до 12 років, Херцег-Новий 2008 – ЧЄ до 16 років, Батумі 2010 – ЧЄ до 18 років, Порто-Каррас 2010 – ЧС до 18 років),
- одну бронзову (Бельфор 2005 – ЧС до 12 років).

2007 року поділив 1-ше місце (разом з Грантом Мелкумяном і Давідом Калашяном) у Єревані. 2008 року представляв Вірменію на олімпіаді серед юніорів (до 16 років), а також посів 3-тє місце у фіналі чемпіонату Вірменії, який відбувся в Єревані. На тому турнірі виконав першу гросмейстерську норму, попри те що мав найнижчий рейтинг Ело серед усіх учасників. Другу гросмейстерську норму виконав того ж року під час чемпіонату Європи в Пловдив. 2009 року переміг у Джермуку (меморіал Карена Асряна, разом з Левоном Бабуяном) і поділив 3-тє місце в Мартуні (позаду Армана Пашикяна і Ференца Беркеша, разом з Сергієм Жигалко). 2015 року переміг на круговому турнірі Moscow-Open 2015 F в Москві.
Найвищий рейтинг Ело в кар'єрі мав станом на 1 травня 2011 року, досягнувши 2592 пунктів займав тоді 10. місце серед вірменських шахістів.

## Зміни рейтингу
| На цьому місці має відображатися графік чи діаграма, однак з технічних причин його відображення наразі вимкнено. Будь ласка, не видаляйте код, який викликає це повідомлення. Розробники вже працюють для того, щоби відновити штатне функціонування цього графіка або діаграми. | |
| | На цьому місці має відображатися графік чи діаграма, однак з технічних причин його відображення наразі вимкнено. Будь ласка, не видаляйте код, який викликає це повідомлення. Розробники вже працюють для того, щоби відновити штатне функціонування цього графіка або діаграми. |